# Margarete Adler
Margarete Adler (n. 13 februarie 1896, Viena, Austro-Ungaria – d. 10 aprilie 1990) a fost o înotătoare, medaliată olimpică. A participat la două ediții ale Jocurilor Olimpice (1912, 1924) în care a câștigat o medalie de bronz.